# ISAKOS
ISAKOS（イサコス、国際関節鏡・膝関節・整形外科スポーツ医学会）は、約4,000人の会員を擁する国際的な医学会である。会員は主に整形外科医、スポーツ科学者、スポーツ医、スポーツ理学療法士で構成されている。約92か国からなる会員の多くは地域の整形外科スポーツ医学会または同様の協会にも属している。さらに他の国際学会、例えば北米関節鏡学会（AANA）、米国整形外科スポーツ医学会（AOSSM）、アジア太平洋関節鏡・膝およびスポーツ医学会（APKASS）などの各種国際整形外科スポーツ医学会、欧州スポーツ外傷・膝関節鏡学会（ESSKA）および南米関節鏡・膝およびスポーツ医学会（SLARD）にも所属している場合がある。
ISAKOSの目的は、世界の各地域における学会を総括する協会として、各学会同士で知識を交換する場を提供することである。また、膝関節外科、スポーツ整形外科の分野において教育の機会の足りない地域に教育の機会を提供することも重要な目的である。ISAKOSはこの目的を果たすため、学会への会員の動員、貧しい国の外科医が世界的に優れた施設へ訪問することへの援助、学会賞や奨学援助資金、地域医学会への支援などを行っている。
関節鏡（関節鏡視下手術）は、関節に対する低侵襲手術であり、小さな切開部から関節に挿入した内視鏡で観察しながら治療または検査を行うものである。
スポーツ医学は、スポーツ運動医学（SEM）としても知られ、スポーツと運動に関連する傷害の予防と治療を扱う医学分野である。

## 歴史
ISAKOSは1995年に香港で国際関節鏡学会（IAA）および国際膝関節学会（ISK）の2学会同時開催時に形作られた。それまでは、この2つの学会は連続で開催され、ほとんどの参加者が両方に出席していたことから、合理性を考えると合併するべき状況であった。ISAKOSはこの2つの学会（IAAおよびISK）が併合されたものある。ISAKOSは2年ごとに国際学会を開催している。1995年の設立以来、この学会は世界各地で開催されている。ISAKOSの初代学会長はカナダのピーターJ.ファウラーだった（在任期間：1995-1997年）。
2013年から2015年にかけては日本の黒坂昌弘（当時、神戸大学整形外科教授）が学会長を務めた。次いで2015年から2017年にかけてはフランスのフィリップネレーが務め、2017年から19年までは米国のマークサフランが続いた。原色は南アフリカ共和国のウィレム・ファン・デ・マーヴェで、2019年まで在任予定である。

## 会員
ISAKOSは、スポーツ整形外科とそれに関する医学研究分野に興味がある人で構成された真に国際的な学術団体である。対象としては、膝関節手術、あらゆる関節に対する関節鏡手術、整形外科スポーツ医学が含まれている。会員申請をする人が同時に他の主要な地域学会、例えば北米関節鏡学会（AANA）、米国整形外科スポーツ医学会（AOSSM）、アジア太平洋関節鏡・膝およびスポーツ医学会（APKASS）、欧州スポーツ外傷・膝関節鏡学会（ESSKA）および南米関節鏡・膝およびスポーツ医学会（SLARD）などに属している場合が多い。
また、会員は各地域または各国での整形外科スポーツ関連学会（または同等の団体）にも属している。実際、これらの地域学会の学会員は申請すればISAKOSの準会員として認められる場合がある。
2つの主要な会員カテゴリがある。
準会員
関節鏡、膝関節手術、そして整形外科スポーツ医学に関心のある医学研究分野に関心または能力をもつ方が対象となる。この会員は投票する資格と学会運営組織に就任する資格をもたない。
正会員
自国における整形外科専門医、筋骨格外科専門医、リウマチ専門医または同等の資格を持ち、ISAKOSのメンバーシップ委員会が認めた国または地域の組織で良好な医業を行っている個人に資格がある。この会員は、すべての会議で投票の権利があり、学会運営組織に就く資格を持つ。正会員資格は、メンバーシップ委員会の会議で申請審査が行われた上で授与される。メンバーシップ委員会は毎年のアメリカ整形外科学会総会およびISAKOS学術集会の際に開催される。

## 学会賞
優れた研究活動を促進するため、また、協会のために尽力した人々を報いるために、ISAKOSでは多くの学会賞を提供している。これらの賞は、隔年開催される学術集会に提出される様々な分野の新たな研究発表に対して与えられる学会賞は学術集会の際に発表され、学会のニュースレターおよびISAKOSのWebサイトで通知される。
賞の多くは、現在および過去のISAKOSにおける著名な会員と過去の著名なスポーツに関する手術の第一人者を称えるものであり、それ以外には個々の研究に対するものや研究奨励を目的とするもの、およびISAKOSが援助するさまざまな学会への出席に対する財政支援を提供するものがある。
ISAKOSの根本的使命を果たすために、他に援助機会が得られにくい国からの個人への研究と奨学金を支援することを優先している。
主な学会賞および研究奨励賞
学会賞
- ジョン・J・ジョイス賞 - 最も優れた関節鏡に関する研究
- リチャード・B・キャスパリ賞 - 最も優れた上肢に関する研究
- ジャン・J・ギルクイスト賞 - 最も優れた科学的研究
- ゲイリー・G・ペーリング賞 - 最も優れた肘、手関節と手に関する研究
- アルバート・トリラット若手研究賞 - 最も優れた若手による臨床研究
- アキレス整形外科スポーツ医学研究賞 - 最も優れたスポーツ医学研究
- パオロ・アグリエッティ賞 - 最も優れた膝人工関節に関する研究
- 優秀膝蓋大腿関節賞 - 最も優れた膝蓋大腿関節に関する研究

フェローシップと研究奨励賞
- ISAKOSグローバルトラベリングフェローシップ
- 膝蓋大腿関節トラベリングフェローシップ
- 国際スポーツ医学会議フェローシップ
- 教育センター奨励賞
- ISAKOS臨床研究症例賞
- ISAKOS若手研究者研究奨励および研究指導者紹介プログラム

これらの学会賞および研究奨励賞への応募は通常、隔年行われる学術集会の1年前に公募される。

## 教育活動
ISAKOSが専ら注力しているのは、整形外科スポーツ医学、関節鏡、および膝関節手術の分野での教育である。この目的を達成するために4つの方法が用いられている。隔年に開催されるISAKOS学術集会、専門領域に詳しいエキスパートによる共通認識を形成するための会議とその結果の文献的公表、ISAKOSのWebサイトでの教育研修と手術手技研修、さらに世界中で行われる同様の教育研修を承認し関わることである。ISAKOSは、研究奨励プログラムに認証を付与したり、特定の教育研究旅行を財政的に援助したりもしている。
（隔年開催の）学術集会
これはISAKOSにとって最も重要なイベントであり、多くの活動がこの国際的学術集会の計画と実行のために行われる。多くのISAKOSにおける各種委員会は、プログラム委員会とプログラム委員長の監督の下で、会議の構造、形式、および内容に関する提言を行う。学術集会は研究発表の場であり、抄録は通常12か月前までに投稿される。口演発表での選択は非常に競争率が高く、これによって学術集会の質が保証されている。
さらに、会議には、国際的な専門家による特定のトピックに関する教育講演やその時々で関心の高いトピックに関するシンポジウムも行われる。近年、学術集会は拡大し、手術のライブ中継や「ハンズオンワークショップ」も含むようになっている。
ポスター発表は現在PCでの提示となっており、参加者には登録の際にその電子コピーが配られる。さらに最近では、学術会議の専用アプリも作られ、それにより参加者は抄録を閲覧し、学術集会でどのような発表を聴講するか計画できるようになっている。
学術集会では、最近の問題に関する議論、技術展示、参加者の交流のための時間も設けられている。これは国際的な専門家同士の交流の輪を広げるために非常に重要である。
2年に1回開催されるISAKOS学術集会は、国際的な整形外科学会において最高級のものの1つである。参加者は関節鏡、膝関節手術、スポーツ医学の最新の進歩を共有し、議論し、学ぶための唯一無二の機会が得られる。通常、学術集会は5月または6月の間に合計5日間で開催される。この学術集会では、優れた臨床研究または実験的研究に対するISAKOS学会賞が発表される。最新のISAKOS会議は2019年にメキシコのカンクンで開催され、85か国から2700人以上の参加者があり、696の電子ポスター発表を含む1042件の発表があった。
ISAKOSは、膝の外傷やその他の関心の高いスポーツ関連分野に焦点を当てた他の学術集会に対する援助・協力を年間を通じて行っている。さらに、ISKAOSは世界中の多くの教育研修を認定している。
専門家による共通認識（コンセンサス）形成会議
ISAKOSの臨床委員会は、共通の関心事を持つ多国籍の会員で構成されている。そこでは各専門分野に関連する多くの問題が議論され、しばしば解決策を提供できる理想的な場である。委員会は特定の問題を解決するため、または特定のトピックを議論するために頻繁に会議が開催される。ISAKOSの会員であるかどうかにかかわらず世界中から専門家を招待し、通常の場合そこで共通認識（コンセンサス）が形成される。
これらの共通認識（コンセンサス）形成会議では、通常、その議題に関して文献を作成し公表される。結論の出ていないそのような議題に対する国際的な共通認識（コンセンサス）は、単一の専門家の意見よりもしっかりと検討された解決策となる。
共通認識（コンセンサス）作成会議の結果でISAKOSから出版された文献は全会員に閲覧可能であり、その多くは高名な整形外科学術雑誌に掲載されている。
教育講演および手術手技ビデオ
ISAKOSのWebサイトおよびグローバルリンクを利用することで、ISAKOS会員は、最近の話題に関する多くの教育講演ビデオを閲覧できる。手術手技ビデオも視聴可能である。これらの多くは、以前の学術集会中に記録されたものであるが、ISAKOS会員のために個々の整形外科医が提供したものもある。
ISAKOS公認学術集会
各地域の学会では学会員と地元や他の国からの参加者がある学術集会が催される。これらの各地域の学会は、ISAKOSに学術集会の公認を申請することができる。これはISAKOS科学委員会によって採決され、公認が得られた場合、各地域の学会はそれを公的に宣伝することができる。公認された学術集会はその科学的信頼性を高めることが期待できる。